# Чемпионат мира по шоссейным велогонкам 2025
98-й чемпионат мира по шоссейному велоспорту пройдёт в столице Руанды городе Кигали с 21 по 28 сентября 2025 года. Он стал первым на территории Африки. 
В рамках чемпионата будут проведены шоссейные групповые гонки и индивидуальные гонки на время с раздельного старта среди мужской и женской элиты, гонщиков до 23 лет (U23) и юниоров (U19), а также эстафетная смешанная командная гонка на время.

## Детали
В июле 2018 года Международный союз велосипедистов (UCI) объявил, что чемпионат мира 2025 года впервые в истории пройдет на африканском континенте.
В феврале 2019 года о намерении подать заявку объявила Руанды, выдвинув в качестве места проведения свою столицу Кигали. Позднее аналогичную заявку также подал Марокко для города Танжер.
В конце сентября 2021 года на проходившем во время чемпионата мира по шоссейному велоспорт ежегодном конгрессе UCI было объявлено, что чемпионат мира в 2025 году пройдёт в Кигали, столице Руанды.
Местный организационный комитет Федерации велоспорта Руанды, поддерживающийся филиалом Всемирного центра велоспорта UCI (WCC) в Парле (ЮАР) подал заявку на поддержку в технических аспектах спорта, организации дополнительной программы, а также коммуникация и продвижение. В результате для организации всего мероприятия выбрали бельгийскую компанию Golazo и французскую ASO.
Впервые титулы в групповой и индивидуальной гонке среди женщин до 23 лет будут разыгрываться в отдельных гонках. До этого трижды (в 2022, 2023 и 2024 году) они разыгрывались в рамках женских гонок среди элиты.

## Маршрут

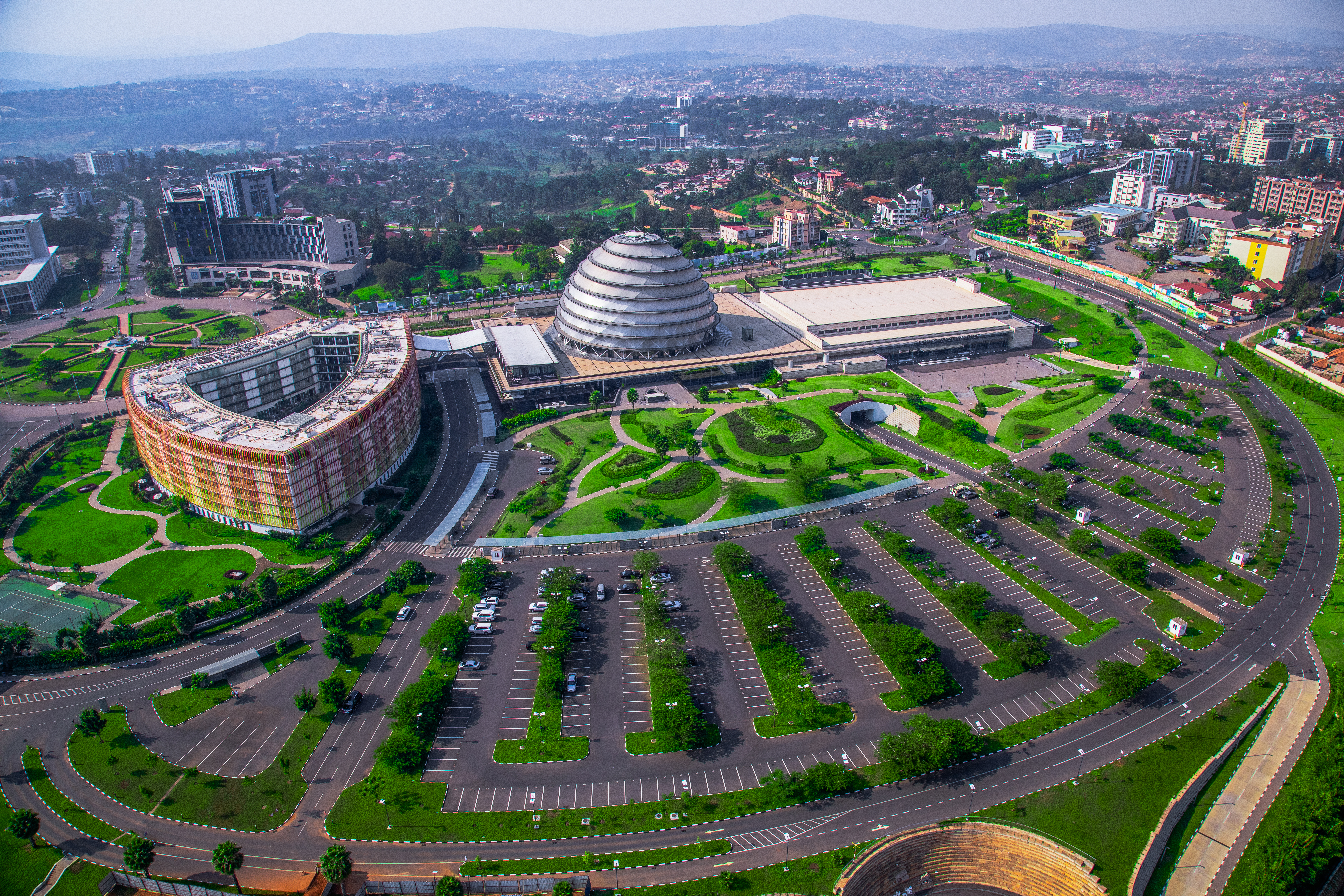
Конференц-центр Кигали

BK Arena

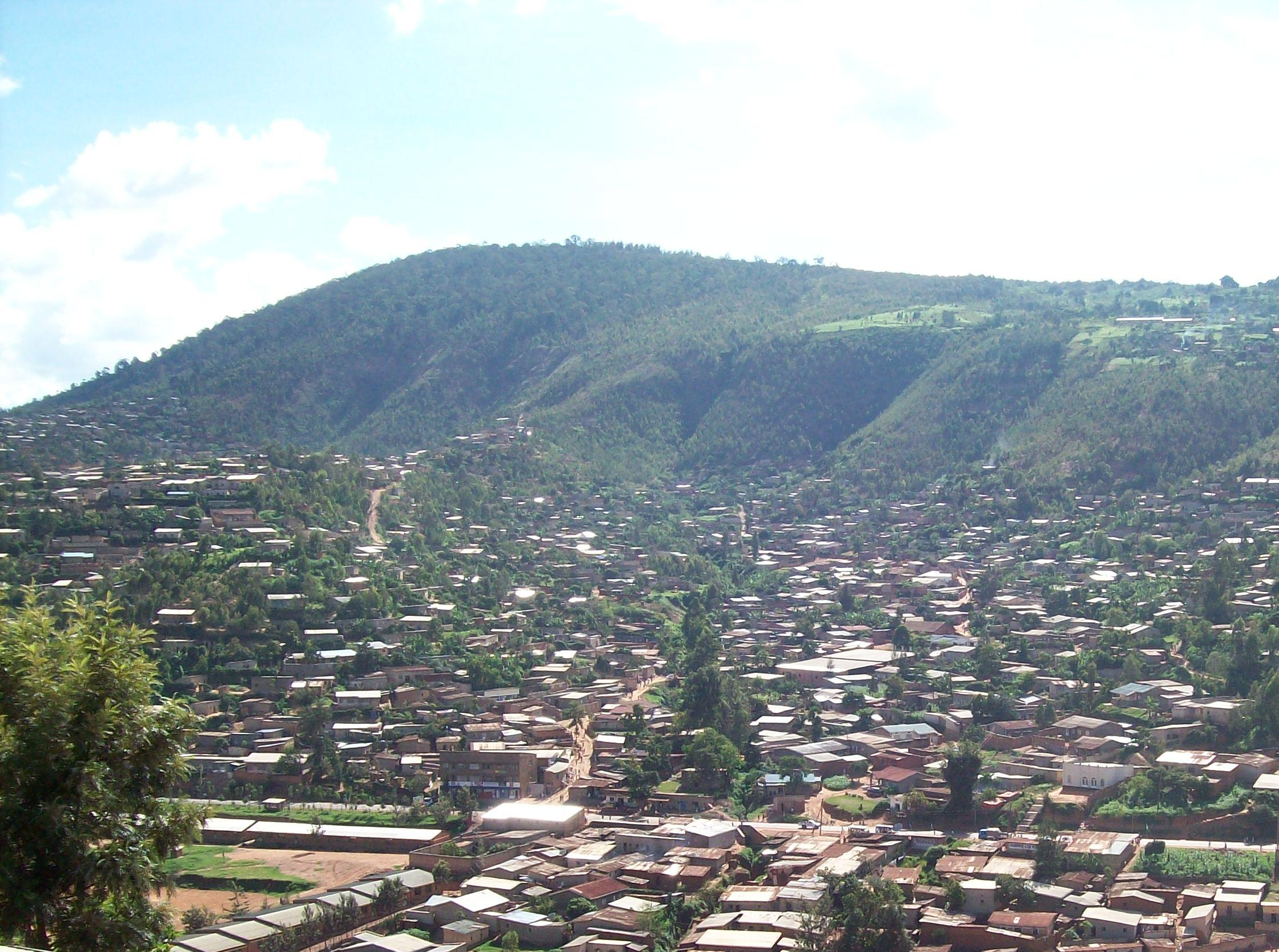
гора Кигали

Представители компании Golazo отметили, что на чемпионате ожидается сложная трасса расположенная на высоте не менее 1400 метров над уровень моря которая должна будет включать восхождение на гору Кигали подъём Mont Kigali (5,8 км со средним градиентом 6,6% и максимальным 19%) и подъём на короткий, крутой мощённый Mur de Kigali (400 м со средним градиентом 10,8%). В мужской групповой гонке планируется общий набор высоты в 5000 метров.
На прошедшем в феврале 2024 года Туре Руанды два этапа гонки стали репетицией будущего чемпионат — первый в формате командной гонки был основой для индивидуальной гонки, а последний для групповой гонки.
Полные дистанции и профили всех маршрутов были объявлены во время чемпионата мира по шоссейному велоспорту 2024 года.

### Групповые гонки
Основной частью всех групповых гонок был круг протяжённостью 15,1 км в Кигали. Старт и финиш всех гонок расположен у Конференц-центра. Маршрут проложен в секторах города Найерутарамы и Кимикины. После старта дистанция сначала идёт в направление Kigali Golf где расположен подъём Cote de Kigali Golf (0,8 км со средним градиентом 8,1 %), а затем к BK Arena и мощёному подъёму Cote de Kimihurura (1,3 км со средним градиентом 6,3 %).
Исключением является мужска гонка среди мужской элита у которой в середине гонки расположен большой круг протяжённостью 42,5 км включающий в себя основной круг. На нём дистанция не до ходя до BK Arena следует вокруг горы Кигали и включает три дополнительных подъёма. Вначале Cote de Peage (1,8 км со средним градиентом 5,9 %). А в конце увеличенной части сначала подъём Mont Kigali (5,9 км со средним градиентом 6,9 %), затем проследует мимом Kigali Pele Stadium и далее последует мощёный подъём Mur de Kigali (0,4 км со средним градиентом 11 %).

### Смешанная эстафета
Старт и финиш расположен у Конференц-центр Кигали. Затем маршрут следует сначала по дороге NR4, а затем сворачивает на NR5 и следует в направлении Ньянза до вершины подъёма Cote de Nyanza (2,5 км со средним градиентом 5,8 %) чтобы совершить разворот и вернуться снова на NR4. За 2,4 км до финиша расположен мощёный подъём Cote de Kimihururu (1,3 км со средним градиентом 6,3 %).

### Индивидуальные гонки
Старт всех гонок расположен у Конференц-центр Кигали, а финиш у BK Arena. Дистанция включает от 1 до 4 подъёмов в зависимоти от категрии. После старта маршрут следует сначала по дороге NR4, а затем сворачивает на NR5 и следует в направлении Ньянза чтобы совершить разворот и вернуться снова на NR4. Юниорки разворачиваются не доезжая Ньянзы. Юниоры и женщины до 23 лет разворачиваются в Ньянзе на вершине подъёма Cote de Nyanza (2,5 км со средним градиентом 5,8 %). А мужская и женская элита и мужчины до 23 лет разворачиваются за Ньянзой преодолевая на обратом пути ещё раз подъём Cote de Nyanza (6,6 км со средним градиентом 3,5 %), но уже с обратной стороны. Незадолго до финиша мужская элита делает петлю на свой третий подъём Cote de Peage (2,0 км со средним градиентом 6,0 %). За 2,4 км до финиша расположен общий для всех категорий мощёный подъём Cote de Kimihururu (1,3 км со средним градиентом 6,3 %).

## Программа чемпионата
Время местное (UTC+2).
| Дата                      | Время                | Дисциплина           | Маршрут                           | Дистанция            | Набор высоты         | Круги                |                      |
| Индивидуальные гонки      | Индивидуальные гонки | Индивидуальные гонки | Индивидуальные гонки              | Индивидуальные гонки | Индивидуальные гонки | Индивидуальные гонки | Индивидуальные гонки |
| ------------------------- | -------------------- | -------------------- | --------------------------------- | -------------------- | -------------------- | -------------------- | -------------------- |
| 21 сентября               | 09:50                | Женщины              | BK Arena — Конференц-центр        | 31,2 км              | 460 м                | N/A                  |                      |
| 21 сентября               | 13:25                | Мужчины              | BK Arena — Конференц-центр        | 40,6 км              | 680 м                | N/A                  |                      |
| 22 сентября               | 10:40                | Мужчины U23          | BK Arena — Конференц-центр        | 31,2 км              | 460 м                | N/A                  |                      |
| 22 сентября               | 14:30                | Женщины U23          | BK Arena — Конференц-центр        | 22,6 км              | 350 м                | N/A                  |                      |
| 23 сентября               | 11:10                | Юниоры               | BK Arena — Конференц-центр        | 22,6 км              | 350 м                | N/A                  |                      |
| 23 сентября               | 14:30                | Юниорки              | BK Arena — Конференц-центр        | 18,3 км              | 225 м                | N/A                  |                      |
| Смешанная командная гонка |                      |                      |                                   |                      |                      |                      |                      |
| 24 сентября               | 12:00                | Смешанная эстафета   | Конференц-центр — Конференц-центр | 42,4 км              | 740 м                | 2                    |                      |
| Групповые гонки           |                      |                      |                                   |                      |                      |                      |                      |
| 25 сентября               | 13:00                | Женщины U23          | Конференц-центр — Конференц-центр | 119,3 км             | 2435 м               | 8 LC                 |                      |
| 26 сентября               | 07:45                | Юниоры               | Конференц-центр — Конференц-центр | 119,3 км             | 2435 м               | 8 LC                 |                      |
| 26 сентября               | 11:50                | Мужчины U23          | Конференц-центр — Конференц-центр | 164,6 км             | 3350 м               | 11 LC                |                      |
| 27 сентября               | 08:00                | Юниорки              | Конференц-центр — Конференц-центр | 74 км                | 1520 м               | 5 LC                 |                      |
| 27 сентября               | 11:35                | Женщины              | Конференц-центр — Конференц-центр | 164,6 км             | 3350 м               | 11 LC                |                      |
| 28 сентября               | 09:20                | Мужчины              | Конференц-центр — Конференц-центр | 267,5 км             | 5475 м               | 9LC+1EC+6LC          |                      |